# Club Sport Magdalena
El Sport Magdalena era un club de fútbol, perteneciente al Distrito de Magdalena del Mar,  del Departamento de Lima , del Perú. Fue el primer equipo y el único del distrito, en conformar la Liga Peruana de Fútbol del 1912.

## Historia
El Club Sport Magdalena era un club de fútbol, oriundo del Distrito de Magdalena del Mar,  del Departamento de Lima , del Perú. Fue el primer equipo y el único del distrito, en conformar la Liga Peruana de Fútbol del 1912. El Sport Magdalena, participó en la División Intermedia del mismo año. Se mantuvo por pocos años en la División Intermedia. 
Luego, el Sport Magdalena, regresa a su liga de origen por varios años, entonces denominado Segunda División Liga Provincial de Balnearios (equivalente a la 3.ª división de la época). Desde entonces no logró promocionarse a la Primera División del Perú. Posteriormente el club desapareció.